# Piel de Lobo
Piel de Lobo fue un cuaderno de aventuras, obra del guionista Juan Antonio de Laiglesia y el dibujante Manuel Gago, publicado originalmente por la valenciana Editorial Maga en 1959. Constó de 90 números, más los almanaques de 1960 y 1961, este último junto a Rayo de la Selva.

## Trayectoria editorial
«Piel de Lobo» fue todo un éxito de ventas, incluyéndose también una historieta inédita, con el título de El País del Terror, en los números 13 a 17 de la revista «Pantera Negra».
En 1980 Editorial Valenciana empezó a reeditar la serie en un formato de 26 x 18 cm y a todo color, pero no superó el número 20.

## Argumento
Ambientada en principio en la Prehistoria, al igual que El Hombre de Piedra (1950), también del mismo dibujante, pronto derivó hacia un bestiario de los seres mitológicos más diversos.

## Valoración
«Piel de Lobo» sobresale, de entre todo el tebeo clásico español, por su desbordante fantasía, a pesar del descuido en tramas y dibujos como consecuencia de su acelerado ritmo de producción.